# Le’Veon Bell
Le'Veon Bell (Reynoldsburg, Ohio, 1992. február 18. –), amerikai futball-játékos, aki legutóbb, 2021-ben az NFL-ben szereplő Tampa Bay Buccaneers running backje volt.
A 2013-as NFL Draft 2. körében, a 48. helyen választotta ki a Steelers.
Az újonc évét sérüléssel kezdte meg ám gyorsan felvette az NFL ritmusát és a szezon végén 1259 scrimmage yardal és 8 Touchdown-al zárt.
Elit futóvá a második szezonjában nőtte ki magát, a 2. legtöbb yardot futotta(1361), és elkapásaival együtt a 2. legtöbb scrimmage yardot(2215) érte el a ligában. Ezzel teljesitményével oroszlánrészt vállalt hogy a Steelers 2012 után újra a rajatszasba kerüljön.
Az alapszakasz végén beválasztották a Pro Bowl-ba és az All-Pro első csapatába.

## Ökölvívó pályafutása

### Profi
| # | Esemény | Teljesítmény | Ellenfél   | Típus | Menet, idő | Dátum             | Helyszín                                | Jegyzetek |
| - | ------- | ------------ | ---------- | ----- | ---------- | ----------------- | --------------------------------------- | --------- |
| 2 | Győztes | 1–1          | JMX        | PONT  | 4          | 2023. április 21. | New Orleans, Louisiana                  |           |
| 1 | Vesztes | 0–1          | Uriah Hall | PONT  | 4          | 2022. október 29. | Desert Diamond Aréna, Glendale, Arizona |           |

### Bemutatók
| # | Esemény | Teljesítmény | Ellenfél        | Típus | Menet, idő  | Dátum                | Helyszín                                            | Jegyzetek |
| - | ------- | ------------ | --------------- | ----- | ----------- | -------------------- | --------------------------------------------------- | --------- |
| 1 | Győztes | 1–0          | Adrian Peterson | KO    | 5 (5), 0:30 | 2022. szeptember 10. | Banc of California Stadion, Los Angeles, Kalifornia |           |